# Zala vármegye főispánjainak listája

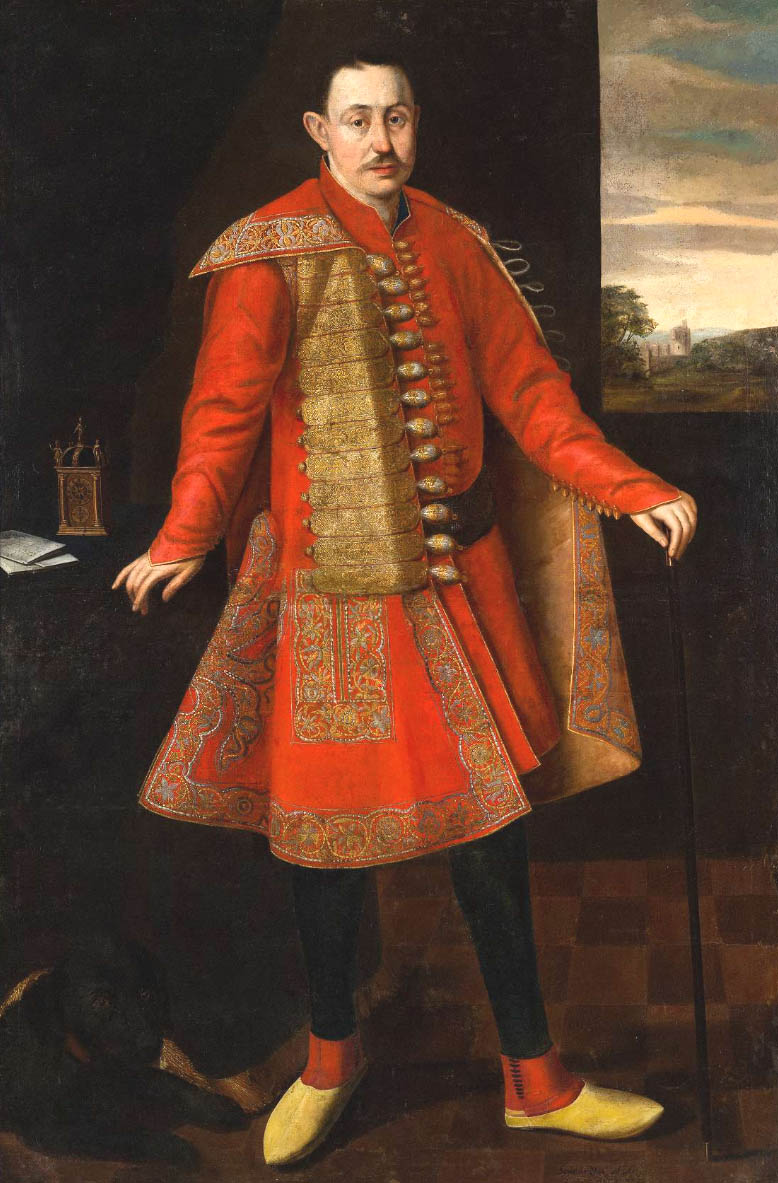
Nádasdi és fogarasföldi gróf Nádasdy Ferenc (1623–1671), országbíró, Zala- és Somogy vármegye főispánja 1665. október 18.-a és 1670. szeptember 3.-a között.

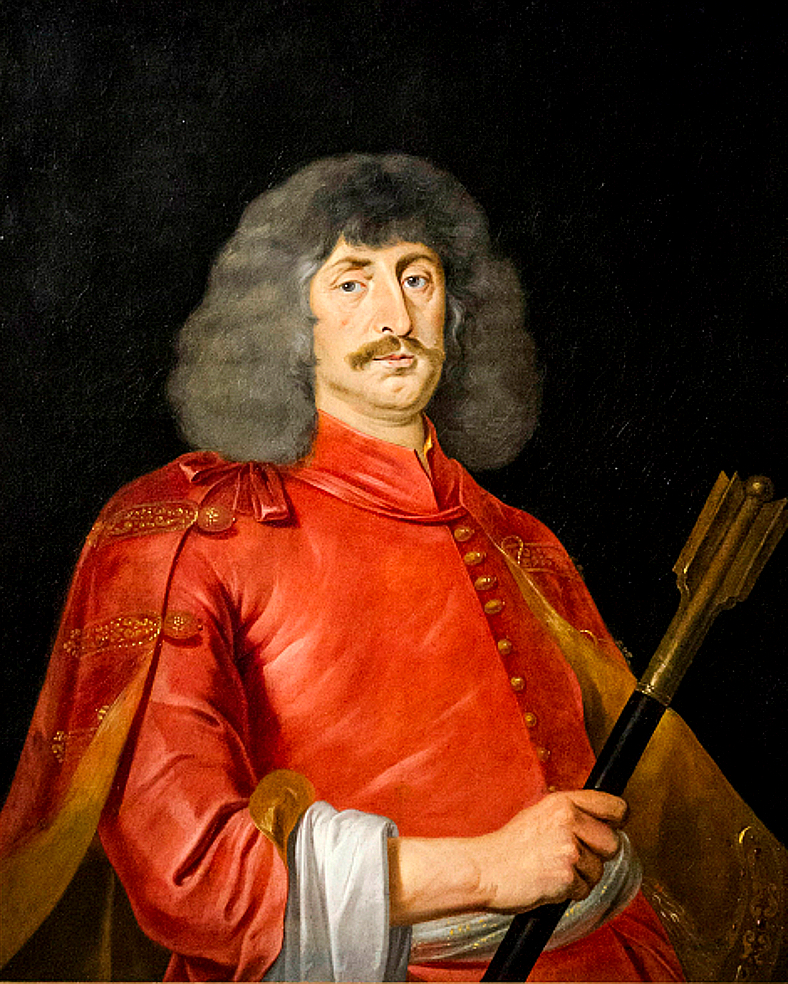
Gróf Zrínyi Miklós (1620–1664), horvát bán, Zala és Somogy vármegyék örökös főispánja 1646. április 12.-e és 1664. november 18.-a között.

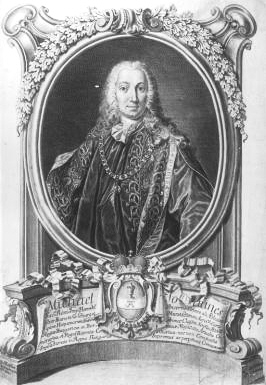
Gróf Althann Mihály János (1710–1778), aranysarkantyús vitéz, kamarás, királyi tanácsos, császári pohárnokmester, istállómester, Zala vármegye főispánja 1721. október 2.-a és 1778. november 23.-a.

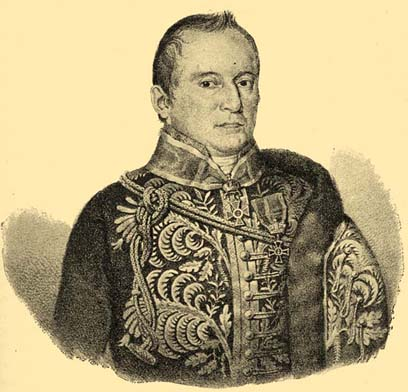
Várkonyi és bősi gróf Amade Antal (1760–1835), császári és királyi kamarás, Zala vármegye főispánja 1824. március 19.-e és 1835. január 1-je között.

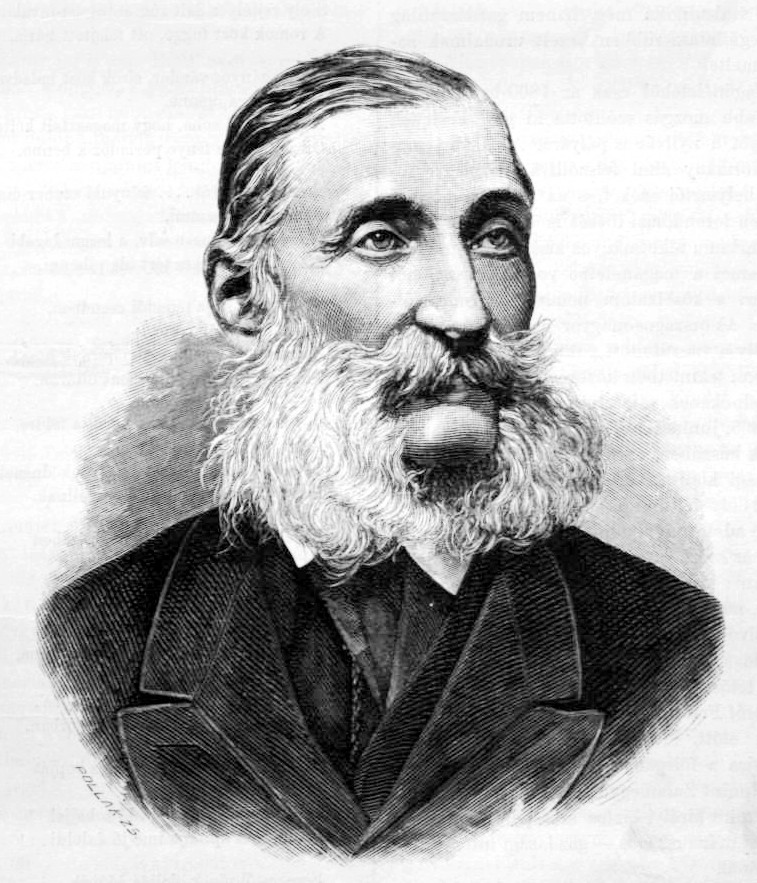
Tolnai gróf Festetics György (1815–1883), a király személye körüli miniszter, belső titkos tanácsos, koronaőr, királyi főudvarmester, Vas és Zala vármegye főispánja 1865. augusztus 23.-a és 1867. február 20.-a között.

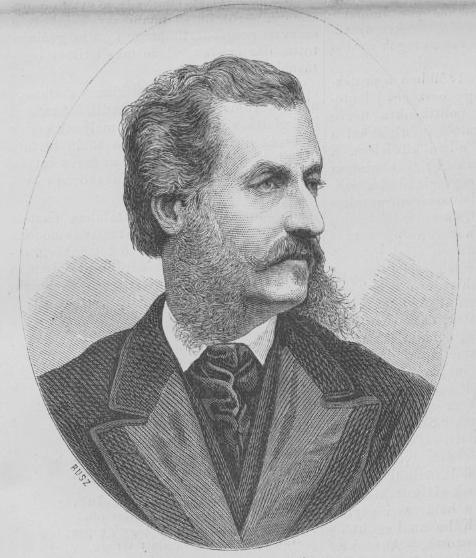
Gróf Szapáry Géza (1828–1898) Zala vármegye főispánja 1867. április 24.-a és 1872. szeptember 4.-e között

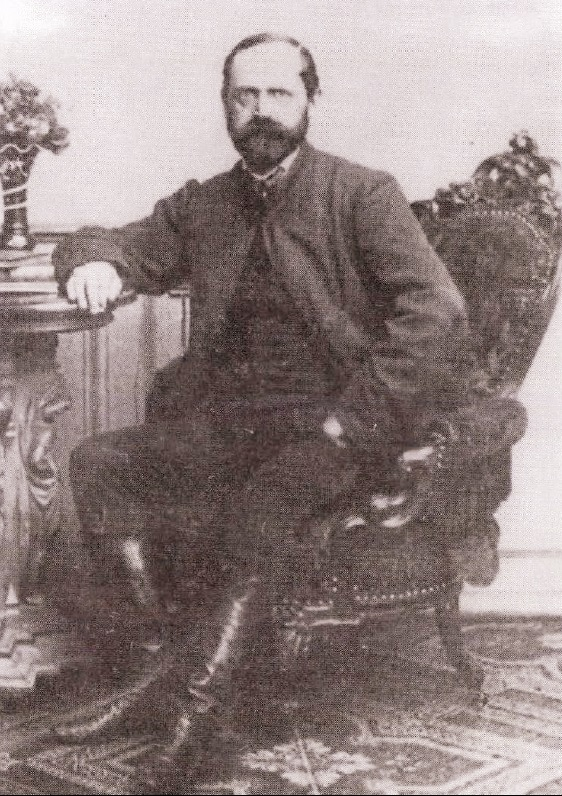
Hertelendi és vindornyalaki Hertelendy Kálmán (1820–1875) Zala vármegye főispánja 1872. október 3.-a és 1875. augusztus 15.-e között

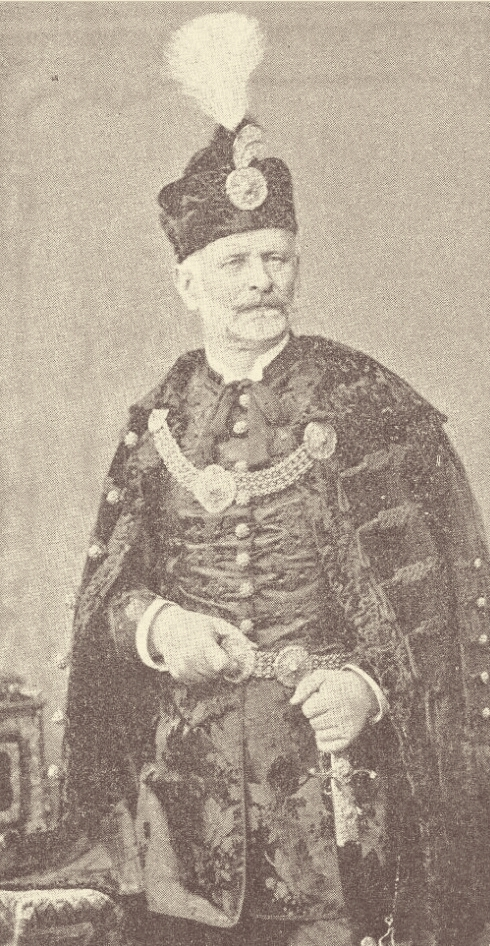
Bocsári Svastits Benő (1833–1910), jogász, Zala vármegye főispánja 1886. november 9.-e és 1896. február 11.-e között.

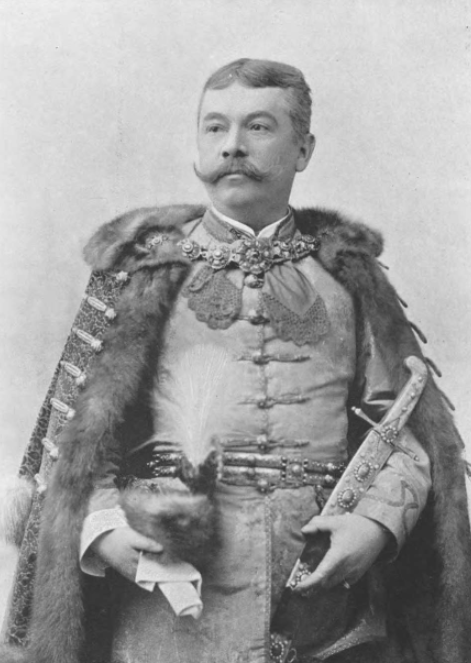
Pribéri és vuchini dr. gróf Jankovich László (1860–1921), Zala vármegye főispánja 1896. március 20.-a és 1903. december 19.-e között

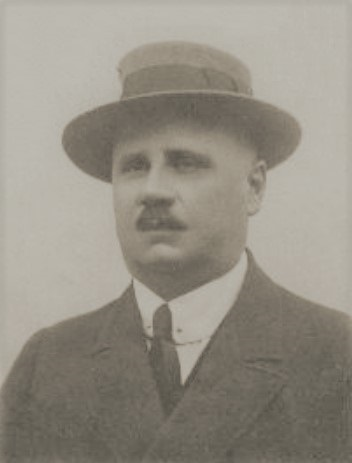
Hertelendi és vindornyalaki Hertelendy Ferenc (1859–1919), Zala vármegye főispánja 1903. december 19.-e és 1906. február 14.-e között

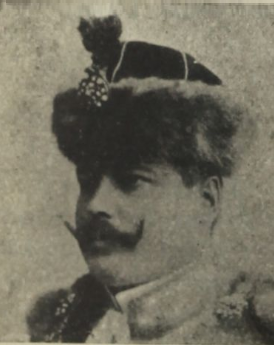
Németújvári gróf Batthyány Pál (1860–1934) politikus, császári és királyi kamarás, Zala vármegye főispánja 1906. április 23.-a és 1909. december 13.-e között

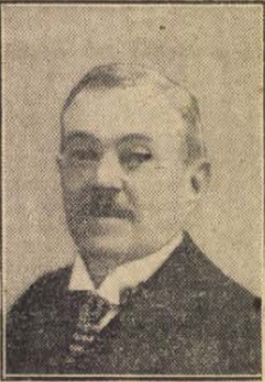
Felsőpataki Bosnyák Géza (1863–1935) politikus, Zala vármegye főispánja 1917. július 7.-e és 1918. december 13.-a között

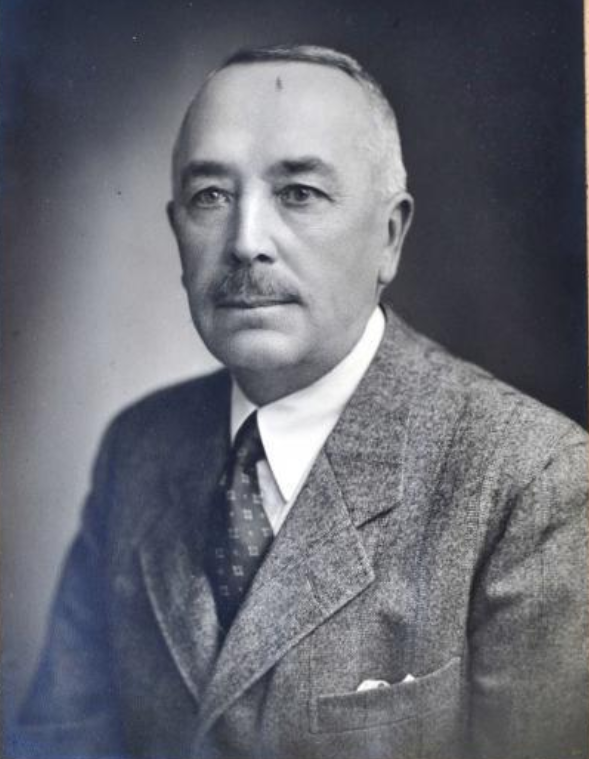
Nyirlaki dr. Tarányi Ferenc (1878–1945), Zala vármegye és Vas vármegye főispánja, nagybirtokos, felsőházi tag, Zala vármegye főispánja 1922. december 19.-e és 1926. augusztus 14.-e között

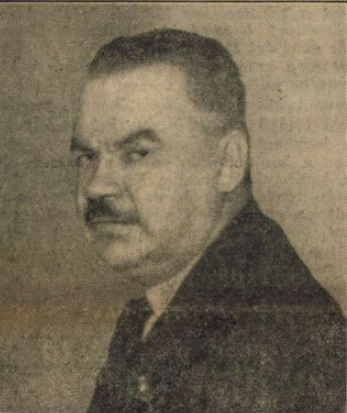
Vitéz tabódi és fekésházi Tabódy Tibor (1885–1936), császár és királyi kamarás, máltai lovag, Zala vármegye főispánja 1935. március 8.-a és 1936. június 4.-e között

## Zala vármegye ispánjai 1138–1387
| Név                     | Tisztségviselés ideje                     | Megjegyzések |
| ----------------------- | ----------------------------------------- | ------------ |
| Márton                  | 1138                                      |              |
| György                  | 1141–1161                                 |              |
| István                  | 1188. május 6.                            |              |
| Egyed                   | 1192–1193                                 |              |
| Miklós                  | 1199                                      |              |
| Benedek                 | 1199–1200                                 |              |
| Bánk                    | 1203                                      |              |
| Atyusz                  | 1205–1206                                 |              |
| Screcmerius             | 1222                                      |              |
| Salamon                 | 1222–1224                                 |              |
| Gecha                   | 1225                                      |              |
| Miklós                  | 1229–1234                                 |              |
| Hahót nembeli Márton    | 1235–1239                                 |              |
| Márton                  | 1240–1241                                 |              |
| György                  | 1243–1244                                 |              |
| Bagamér                 | 1245. december 12.                        |              |
| Hahót nembeli Csák      | 1246                                      |              |
| Miklós                  | 1247. június 2.                           |              |
| Pál                     | 1248. szeptember 15. – 1252               |              |
| Lőrinc                  | 1255. december 31.                        |              |
| Péc nembeli Dénes       | 1256. november 22.                        |              |
| Hahót nembeli Csák      | 1256–1260                                 |              |
| Kalianus                | 1258–1259 körül                           |              |
| Elek                    | 1258. október 13.                         |              |
| Dénes                   | 1259. május 26.                           |              |
| Lőrinc                  | 1262. november 25. – 1263. december 17.   |              |
| Pál                     | 1264                                      |              |
| Hahót nembeli Csák      | 1265. november 30. – 1268. március 14.    |              |
| Dénes                   | 1268. november 9. – 1269.                 |              |
| Mihály                  | 1270. november 8.                         |              |
| Miskolc nembeli Panyit  | 1270. december 10. – 1272. november 26.   |              |
| Héder nembeli János     | 1272. szeptember 11. – 1273. március 30.  |              |
| Dedalus                 | 1273. május 12. – 1274. december 2.       |              |
| Hahót nembeli Atyusz    | 1274. december 29–31.                     |              |
| Dénes                   | 1275. január 29. – 1275. szeptember 27.   |              |
| Héder nembeli Herrand   | 1275. március 24.                         |              |
| Bágyon                  | 1275. november – 1276. első fele          |              |
| Gutkeled nb. Amadé      | 1276. második fele                        |              |
| István                  | 1277. július 28.                          |              |
| Dénes                   | 1277. második fele                        |              |
| Héder nb. János         | 1278. június 12. – 1279. március 3.       |              |
| Apor                    | 1280. július 19.                          |              |
| Miklós                  | 1281                                      |              |
| Péc nb. Lukács          | 1289 – 1291. július 10.                   |              |
| Héder nb. Gergely       | 1291. október 9.                          |              |
| Lukács                  | 1298. július 29.                          |              |
| Aba nb. Amadé           | 1300. február 16. – 1300. augusztus 1.    |              |
| Kőszegi Miklós, „Kakas" | 1312. augusztus 9.                        |              |
| Kőszegi András          | 1314. június 25. – 1314. augusztus 11.    |              |
| Kőszegi Miklós          | 1318. április 26. – 1320. július 21.      |              |
| Kanizsai Lőrinc         | 1321. november 25. – 1323. április 29.    |              |
| Hermán nb. Lampért      | 1323. november 27.                        |              |
| Alsolendvai Miklós      | 1324. december 26. – 1343. március 26.    |              |
| Garai István            | 1343. november 13. – 1346. április 27.    |              |
| Garai Pál               | 1346. szeptember 28. – 1348. november 21. |              |
| Alsolendvai Miklós      | 1349. augusztus 10. – 1351. december 5.   |              |
| Mikcsfi István          | 1351. december 7. – 1358. április 30.     |              |
| Zsámboki János          | 1360. január 31. – 1361. október 13.      |              |
| Nelepecs Iván           | 1365. február 27.                         |              |
| Zsámboki János          | 1366. március 30. – 1369. február 24.     |              |
| Toldi Miklós            | 1372. november 19.                        |              |
| Kanizsai Miklós         | 1374. október 18. – 1375.                 |              |
| Szécsényi Frank         | 1378. augusztus 4. – 1383. június 28.     |              |
| Lackfi István           | 1379. május 20. – 1379. június 6.         |              |
| Ostfi János             | 1380. május 30. – 1381. március 28.       |              |
| Garai Pál               | 1381. augusztus 3. – 1382. június 11.     |              |
| Lackfi István           | 1387                                      |              |

## Zala vármegye ispánjai 1387–1526
| Név                         | Tisztségviselés ideje                    | Megjegyzések                              |
| --------------------------- | ---------------------------------------- | ----------------------------------------- |
| Kanizsai Miklós             | 1387. november 3. – 1400. június 3.      |                                           |
| Szécsi Miklós, felsőlenvai  | 1402. április 20. – 1402. augusztus 24.  |                                           |
| Pethő János, gersei         | 1404. december 9. – 1424. június 19.     |                                           |
| Pethő László, gersei        | 1424. június 19. – 1438. április 18.     |                                           |
| Pethő Péter, gersei         | 1435. április 26. – 1438. április 18.    |                                           |
| Szécsi János, felsőlindvai  | 1438. április 15. – 1440. október 7.     |                                           |
| Szécsi Tamás, felsőlindvai  | 1438. szeptember 5. – 1439. december 27. |                                           |
| Pethő László, gersei        | 1441. március 18. – 1447. október 2.     |                                           |
| Pethő Péter, gersei         | 1441. március 18. – 1447. október 2.     |                                           |
| Szécsi János, felsőlindvai  | 1448. április 26. – 1455. december 3.    |                                           |
| Rozgonyi János              | 1448. április 26. – 1448 szeptember 20.  |                                           |
| Marcali János               | 1451. április 17.                        |                                           |
| Bánffy Pál, alsólendvai     | 1453. június 24.                         |                                           |
| Marcali János               | 1454. január 7. – 1456. augusztus 16.    |                                           |
| Pethő László, gersei        | 1455. május 28. – 1455. június 16.       |                                           |
| Szécsi Miklós, felsőlindvai | 1457. április 26.                        |                                           |
| Marcali István              | 1457. április 26.                        |                                           |
| Kanizsai László             | 1458. április 28. – 1466                 |                                           |
| Szécsi János, felsőlindvai  | 1459. február 17.                        |                                           |
| Pethő Miklós, gersei        | 1459. augusztus 3.                       |                                           |
| Kanizsai Miklós             | 1460. március 12. – 1463                 |                                           |
| Szécsi Miklós, felsőlindvai | 1470. április 3. – 1471. augusztus 1.    |                                           |
| Oroszlános János, telegdi   | 1473 – 1475                              |                                           |
| Egervári László             | 1475. szeptember 8. – 1478               |                                           |
| Kinizsi Pál                 | 1478. szeptember – 1484                  |                                           |
| Székely Jakab, kevendi      | 1487 – 1490. március 11.                 |                                           |
| Báthory András              | 1491 – 1506. április 6.                  |                                           |
| Pethő Miklós, gersei        | 1494. november 4. előtt                  |                                           |
| Kanizsai György             | 1494. szeptember 4. – 1496               |                                           |
| Báthory István, ecsedi      | 1496 – 1526. július 7.                   | 1519-től nádor                            |
| Both András, bajnai         | 1497 – 1498                              | 1504 és 1507 között Horvát és szlavón bán |
| Sárkány Ambrus, ákosházi    | 1515. 1526 augusztus 29. (†)             |                                           |

## Zala vármegye főispánjai 1534–1691
| Név                                           | Tisztségviselés ideje                        | Megjegyzések                                                                                   |
| --------------------------------------------- | -------------------------------------------- | ---------------------------------------------------------------------------------------------- |
| Choron András, devecseri                      | 1534. szeptember 29. – 1539. december 1.     |                                                                                                |
| Erdődi Péter, monyorókeréki                   | 1535 (?) – 1541 (?)                          |                                                                                                |
| Palatics János, illadiai                      | 1538. december 18.                           |                                                                                                |
| Eördögh Mátyás, pölöskei                      | 1530. január 31.                             |                                                                                                |
| Bánffy István, alsólendvai                    | 1541. december 8. – 1567. február 16.        |                                                                                                |
| Bánffy László, alsólendvai                    | 1541. december 8. – 1567. február 16.        |                                                                                                |
| Bánffy Miklós, alsólendvai                    | 1569 – 1579                                  |                                                                                                |
| Fejérkövy István                              | 1580. október 12. – 1592. február 19.        | esztergomi érsek, veszprémi püspök                                                             |
| Zrínyi György                                 | 1593. január 25. – 1603. május 4. (†)        | tárnokmester                                                                                   |
| üresedés                                      | 1604                                         |                                                                                                |
| Zrínyi VI. Miklós                             | 1605 – 1625. március 24. (†)                 |                                                                                                |
| Bánffy Kristóf, alsólendvai, gróf             | 1625. augusztus 19. – 1644. (†)              |                                                                                                |
| Bánffy István, alsólendvai, gróf              | 1644. július 11. – 1645. (†)                 |                                                                                                |
| Zrínyi Miklós, gróf                           | 1646. április 12. – 1664. november 18. (†)   | Zala és Somogy vármegyék örökös főispánja                                                      |
| Nádasdy Ferenc, nádasdi és fogarasföldi, gróf | 1665. október 18. – 1670. szeptember 3.      | 1670. szeptember 3-án tartóztatták le a Wesselényi-féle összeesküvésben való részvétele miatt. |
| Zrínyi Ádám, gróf                             | 1683. december 14. – 1691. augusztus 19. (†) |                                                                                                |

## Zala vármegye főispánjai 1691–1848
| Név                                       | Tisztségviselés ideje                         | Megjegyzések                                                                                              |
| ----------------------------------------- | --------------------------------------------- | --- |
| Esterházy Gábor, galánthai, gróf          | 1691. szeptember 16. – 1704. december 13. (†) | |
| Esterházy József Antal, galánthai, herceg | 1713. június 13. – 1721. június 7. (†)        | |
| Althann Mihály János (1710–1778), gróf    | 1721. október 2. – 1778. november 23. (†)     | (gróf Balogh László 1772. augusztus 18.-a és 1779. június 23.-a között Zala vármegye főispáni helyettese) |
| Althann Mihály József, gróf               | 1778. november 24. – 1785. március 1.         | |
| Balassa Ferenc, gyarmati, gróf            | 1785. július 18. – 1790. február 22.          | zalai főispán (Zágrábi kerületi főispán)                                                                  |
| Althann Mihály János (1757–1815), gróf    | 1790. március 19. – 1815. október 28.         | (1808. január 29. és 1824. március 19. között gróf Amadé Antal a főispáni helyettes)                      |
| Althann Mihály Ferenc, gróf               | 1815. október 28. – 1824. március 19.         | (1808. január 29. és 1824. március 19. között gróf Amadé Antal a főispáni helyettes)                      |
| Amade Antal, várkonyi, gróf               | 1824. március 19. – 1835. január 1. (†)       | (1824. március 19. és 1835. július 6. között gróf Batthyány Imre a főispáni adminisztrátor)               |
| Batthyány Imre, németújvári, gróf         | 1835. július 6. – 1848. szeptember 14.        | (1845. március 27. és 1848. április 16. között Festetics Leó a főispáni helytartó )                       |

## Zala vármegye császári és királyi megyefőnöke 1849–1861
| Név                                 | Tisztségviselés ideje            | Megjegyzések |
| ----------------------------------- | -------------------------------- | ------------ |
| Bogyay Lajos, várbogyai és nagymádi | 1849. október 22. – 1861. január | megyefőnök   |

## Zala vármegye főispánjai 1861–1872
| Név                                                         | Tisztségviselés ideje                   | Megjegyzések |
| ----------------------------------------------------------- | --------------------------------------- | ------------ |
| Batthyány Imre, németújvári, gróf                           | 1860. november 26. – 1861. március 24.  |              |
| Novák Ferenc, nemes                                         | 1861. december 13. – 1864. október 23.  |              |
| Skublics Gyula, besenyői és velikei                         | 1864. október 23. – 1865. augusztus 23. |              |
| Festetics György, tolnai, gróf                              | 1865. augusztus 23. – 1867. február 20. |              |
| Szapáry Géza, szapári, muraszombathi és széchyszigeti, gróf | 1867. április 24. – 1872. szeptember 4. |              |

## Zala vármegye főispánjai 1872–1950
| Név                                             | Tisztségviselés ideje                    | Megjegyzések                                                                                                   |
| ----------------------------------------------- | ---------------------------------------- | --- |
| Hertelendy Kálmán, hertelendi és vindornyalaki  | 1872. október 3. – 1875. augusztus 15.   | |
| Ürményi József, ürményi                         | 1876. szeptember 19. – 1880. október 20. | |
| Glavina Lajos, nemes                            | 1880. november 18. – 1885. augusztus 13. | |
| Svastits Benő, bocsári                          | 1886. november 9. – 1896. február 11.    | |
| Jankovich László, pribéri és vuchini, gróf, dr. | 1896. március 20. – 1903. december 19.   | |
| Hertelendy Ferenc, hertelendi és vindornyalaki  | 1903. december 19. – 1906. február 14.   | |
| Porteleky László, dr.                           | 1906. február – 1906. március            | Kormánybiztos                                                                                                  |
| Szulyovszky Dezső, szulyói es káromi            | 1906. március 8. – 1906. április 8.      | Kinevezett királyi biztosként a főispáni teendőket látta el.                                                   |
| Batthyány Pál, németújvári, gróf                | 1906. április 23. – 1909. december 13.   | |
| Balás Béla, sipeki, dr.                         | 1911. szeptember 21. – 1917. július 7.   | |
| Bosnyák Géza, felsőpataki                       | 1917. július 7. – 1918. december 13.     | |
| Briglevics Károly, dr.                          | 1919. január 26. – 1919. március 24.     | A főispáni jogkört átvevő Zala vármegyei (zalaegerszegi) Direktóriumnak volt az elnöke.                        |
| Vigh István                                     | 1919. március 24. – 1919. augusztus 6.   | A főispáni jogkört átvevő Zala vármegyei (zalaegerszegi) Direktóriumnak volt az elnöke.                        |
| Sneff József                                    | 1919. április 10. – 1919. augusztus 7.   | Az 1919. április 10-én életre hívott Alsó-Zala megye – több funkciót is betöltő – közigazgatási vezetője volt. |
| Erdős Márkus                                    | 1919. május 17. – 1919. augusztus 6.     | Felső-Zala területére kinevezett kormányzótanácsi biztos.                                                      |
| Lukács Gyula                                    | 1919. május 17. – 1919. augusztus 3.     | Alsó-Zala területére kinevezett kormányzótanácsi biztos.                                                       |
| Eitner Zsigmond, eiteritzi                      | 1919. augusztus – 1921. február 14.      | Főispáni teendőkkel is megbízott kormánybiztos.                                                                |
| Kolbenschlag Béla, dr.                          | 1921. június – 1922. december 19.        | 1921. június és 1922. március 2. között főispáni teendőkkel is megbízott alispán.                              |
| Tarányi Ferenc, nyirlaki, dr.                   | 1922. december 19. – 1926. augusztus 14. | Egyúttal Vas vármegye főispánja is.                                                                            |
| Gyömörey György, gyomoréi és teölvári           | 1926. augusztus 14. – 1935. március 8.   | |
| Tabódy Tibor, tabódi és fekésházi, vitéz        | 1935. március 8. – 1936. június 4. (†)   | |
| Teleki Béla, széki, gróf, vitéz                 | 1936. november 25. – 1944. október 27.   | |
| Csomay Miklós                                   | 1944. október 27. – 1945. március        | |
| Briglevics Károly, dr.                          | 1945. április 8. – 1945. április 22.     | A Zalaegerszegi Nemzeti Bizottság által megbízva.                                                              |
| B. Molnár József                                | 1945. április 17. – 1946. május 31.      | |
| Papp Andor, dr.                                 | 1946. június 7. – 1947. szeptember 30.   | |
| Bencsik István                                  | 1947. november 12. – 1948. augusztus 14. | |
| Barati József                                   | 1948. augusztus 19. – 1950. március 15.  | |

## Zala vármegye főispánjai 2023–
| Név               | Tisztségviselés ideje          | Megjegyzések                      |
| ----------------- | ------------------------------ | --------------------------------- |
| Sifter Rózsa, dr. | 2022. július 22. – napjainkban | 2016–2022 között kormánymegbízott |